# Opharus
Opharus is een geslacht van vlinders van de familie spinneruilen (Erebidae).

## Soorten
- O. aeschista Dognin, 1911
- O. agramma Dognin, 1906
- O. albiceps Dognin, 1901
- O. albijuncta Rothschild, 1916
- O. almopia Druce, 1890
- O. aurigutta Schaus, 1896
- O. basalis Walker, 1856
- O. belus Druce, 1897
- O. bimaculata Dewitz, 1877
- O. calosoma Dyar, 1913
- O. consimilis Hampson, 1901
- O. conspicuus Druce, 1906
- O. corticea Walker, 1856
- O. euchaetiformis H. Edwards, 1884
- O. flavicostata Dognin, 1901
- O. flavimaculata Hampson, 1901
- O. franclemonti Watson & Goodger
- O. gemma Schaus, 1894
- O. immanis Edwards, 1884
- O. insulsa Dognin, 1902
- O. intermedia Rothschild, 1909
- O. laudia Druce
- O. lehmanni Rothschild, 1910
- O. linus Druce, 1897
- O. lugubris de Toulgoët, 1981

- O. momis Dyar, 1912
- O. morosa Schaus, 1892
- O. muricolor Dyar, 1898
- O. nigrocinctus Rothschild, 1935
- O. notata Schaus, 1892
- O. omissoides de Toulgoët, 1981
- O. palmeri Druce, 1909
- O. polystrigata Hampson, 1901
- O. procroides Walker, 1855
- O. quadripunctata Schaus, 1910
- O. rema Dognin, 1891
- O. rhodosoma Butler, 1876
- O. roseistrigata Schaus, 1910
- O. rudis Schaus, 1911
- O. subflavus de Toulgoët, 1981
- O. trama Dognin, 1894
- O. tricyphoides Rothschild, 1909